# Fusarium oxysporum
Fusarium oxysporum is een schimmel uit het geslacht Fusarium. De soort veroorzaakt een gevreesde plantenziekte, die leidt tot verwelking en fusariose (bijvoorbeeld een afrijpingsziekte bij graan). Bananen worden aangetast door deze soort en krijgen vervolgens de panamaziekte.

## Beschrijving
De sporendrager is kort en al of niet vertakt. Ze staan op violet-rose gekleurde stromata in dichte pollen. De macroconidiën zijn sikkelvormig en 2- tot 6-cellig. Ze zijn 13 - 45 micrometer lang en 3 - 4 micrometer breed. Ook kunnen er kleine microconidiën en dikwandige rustsporen gevormd worden.

## Voorkomen
Fusarium oxysporum is een kosmopoliet en tast veel verschillende soorten waardplanten aan.

## Systematiek
De soort Fusarium oxysporum wordt aan de hand van hun waardplanten ingedeeld naar forma en forma specialis. Van de forma speciales zijn ook verschillende fysio's bekend. Enkele voorbeelden zijn:
- Fusarium oxysporum f. sp. betae bij bieten
- Fusarium oxysporum f. sp. cepae bij zaaiuien
- Fusarium oxysporum f. sp. cubense Panamaziekte bij banaan
  - Fusarium oxysporum f. sp. cubense fysio 1
  - Fusarium oxysporum f. sp. cubense fysio 4
  - Fusarium oxysporum f. sp. cubense fysio tropisch fysio 4 54006
- Fusarium oxysporum f. sp. fragariae bij aardbei
- Fusarium oxysporum f. sp. gladioli bij gladiool
- Fusarium oxysporum f. sp. lilii bij Lelieachtigen
- Fusarium oxysporum f. sp. lini bij vlas
- Fusarium oxysporum f. sp. lycopersici bij tomaten
  - Fusarium oxysporum f. sp. lycopersici 14844(M1943)
  - Fusarium oxysporum f. sp. lycopersici 5397
  - Fusarium oxysporum f. sp. lycopersici CA92/95
  - Fusarium oxysporum f. sp. lycopersici DF0-23
  - Fusarium oxysporum f. sp. lycopersici DF0-38
  - Fusarium oxysporum f. sp. lycopersici DF0-40
  - Fusarium oxysporum f. sp. lycopersici DF0-41
  - Fusarium oxysporum f. sp. lycopersici DF0-62
  - Fusarium oxysporum f. sp. lycopersici DF0-68
  - Fusarium oxysporum f. sp. lycopersici IPO1530 / B1
  - Fusarium oxysporum f. sp. lycopersicii LSU-3
  - Fusarium oxysporum f. sp. lycopersici LSU-7
  - Fusarium oxysporum f. sp. lycopersici WCS852 / E241
  - Fusarium oxysporum f. sp. lycopersici 4287
  - Fusarium oxysporum f. sp. lycopersici MN25
- Fusarium oxysporum f. melongenae bij meloen
- Fusarium oxysporum f.sp. racidis-lycopersici bij tomaten
- Fusarium oxysporum f. sp. narcissi bij narcissen